# Gilmore Junio
Gilmore Vincent Junio (Calgary, 6 augustus 1990) is een voormalig Canadees langebaanschaatser, die in zijn tienerjaren een shorttracker was.

## Biografie

### Jeugdjaren
Toen Junio 7 jaar oud was begon hij met het spelen van ijshockey, de nationale wintersport van Canada. Hij had daarbij al vroeg het doel om topsporter te worden en dus later in de NHL uit te komen. Naarmate hij ouder werd bleek dat hij dat doel niet ging bereiken, maar hij kon wel sneller schaatsen dan zijn leeftijdsgenoten.
In de zomer van 2003 werd Junio aangespoord door zijn vader om aan een talentenkamp voor langebaanschaatsen mee te doen in de Olympic Oval. Ondanks dat hij helemaal geen kennis van de sport had besloot hij eraan deel te nemen om zijn vader niet teleur te stellen. Na deelname aan het talentenkamp kreeg hij een brief waarin stond dat hij potentieel had in het langebaanschaatsen en er werd geadviseerd ermee door te gaan, daarop besloot hij zich aan te melden bij een schaatsvereniging. Op dat moment speelde Junio nog steeds ijshockey, maar hij begon ook steeds meer te genieten van het schaatsen en werd steeds beter.
Nadat hij in 2004 de kwalificatie voor de Canadese kampioenschappen shorttrack in zijn leeftijdsklasse maar met één plek had gemist, besloot hij definitief te stoppen met ijshockey spelen en zich volledig te concentreren op zijn schaatscarrière.

### Shorttrack
Junio heeft zich toen helemaal op shorttrack gericht, waarna succes spoedig volgde. In 2005 nam hij deel aan de Canadese kampioenschappen shorttrack in zijn leeftijdsklasse, hierbij werd hij vierde in het eindklassement en bemachtigde hij drie medailles. In 2007, nadat hij zijn enkel drie maanden eerder brak, mocht hij Alberta vertegenwoordigen bij de Canadese Winterspelen in Whitehorse. Hij eindigde, als 17-jarige, op dit kampioenschap op de achtste plek tegen schaatsers van twee jaar ouder. Later dat seizoen eindigde hij tweede op Noord-Amerikaanse/Canadese kampioenschappen in zijn leeftijdsklasse. In het volgende seizoen, 2008-2009, stond hij op de zeventiende plaats van Canada.
Het seizoen 2009-2010 was Junio's laatste jaar als junior (onder 19). Daarbij werd hij favoriet gezien van het Canadese Juniorenkampioenschap shorttrack en daardoor ook als vertegenwoordiger van het land bij het Wereldkampioenschap Junioren in Taipei. Hij kreeg geen kans om deze favorietenrol waar te maken, want twee weken voor het Canadese Juniorenkampioenschap shorttrack brak hij twee rugwervels naar aanleiding van een val. Ondanks deze blessure wilde hij dat seizoen toch nog deelnemen aan een groot internationaal toernooi, dus besloot hij over te stappen op langebaanschaatsen, waar het risico op vallen en opnieuw geblesseerd raken minder is.

### Langebaanschaatsen

#### Seizoen 2009/2010
Het lukte Junio om alsnog deel te nemen aan een groot internationaal toernooi tijdens het seizoen 2009-2010. In iets meer dan twee maanden wist hij zich te plaatsen voor de Wereldkampioenschappen langebaan voor Junioren van 2010, welke plaatsvonden in Moskou. Op de 500 meter eindigde hij in de eerste race op de vierde plaats, maar in de tweede race finishte hij niet, met uitzicht op een podiumplaats. Ook kwam hij dat toernooi nog in actie op de 1000 meter waarop hij zevende werd.

#### Seizoen 2010/2011
Het seizoen 2010-2011 was het eerste volledige langebaanseizoen van Junio, daarvoor had hij in de zomer al de overstap gemaakt naar het National Development Team (Canadese opleidingsploeg). Ondanks een heleboel veranderingen, wist hij zich te plaatsen voor de deelname aan de eerste vier Wereldbekerwedstrijden van het seizoen. Hierbij wist hij voor zowel de 500 meter als de 1000 meter geen vaste plaats in de A-groep te bemachtigen, maar won hij wel twee medailles in de B-groep van de 500 meter. Uiteindelijk resulteerde dit tot een zevenentwintigste plaats in de einrangschikking van de 500 meter en een drieënveertigste op de 1000 meter, verder won hij het eindklassement op de 500 meter in de Canada Cup.
Na afloop van het seizoen mocht Junio de prijs voor Alberta's mannelijke junior atleet van het jaar 2010 ontvangen, deze werd gepresenteerd door het Alberta Sport, Recreation, Parks & Wildlife Foundation.

#### Seizoen 2011/2012
In het seizoen 2011-2012 maakte Junio indruk door op 30 oktober 2011, bij de kwalificatiewedstrijd voor de Wereldbeker, een wereldwijde besttijd op de 500 meter te schaatsen van 34,78. Deze tijd bleef staan tot de Canadese afstandskampioenschappen, toen Jamie Gregg op 8 januari 2012 in de Olympic Oval een snellere tijd neer zette die negen honderdste sneller was.
Dit was een voorteken van de progressie die hij had geboekt ten opzichte van het afgelopen seizoen. Dit bleek bij de eerste drie wereldbekerwedstrijden, waardoor Junio op de 500 meter op een achtste plaats in de tussenstand staat met als beste resultaat een zesde plek in Astana. Op de 1000 meter is de progressie nog niet zo groot, daarbij schaatst hij nog steeds in de B-groep.

## Persoonlijke records
| Afstand    | Tijd    | Datum             | Baan           |
| ---------- | ------- | ----------------- | -------------- |
| 500 meter  | 34,25   | 15 november 2013  | Salt Lake City |
| 1000 meter | 1.08.42 | 26 januari 2013   | Salt Lake City |
| 1500 meter | 1.49,31 | 10 september 2016 | Calgary        |
| 3000 meter | 4.24,02 | 19 december 2009  | Calgary        |

## Resultaten
| Jaar | WK Sprint                | WK Afstanden           | Olympische Spelen | Wereldbeker        | WK junioren       |
| ---- | ------------------------ | ---------------------- | ----------------- | ------------------ | ----------------- |
| 2010 |                          |                        |                   |                    | NF2 500m 7e 1000m |
| 2011 |                          |                        |                   | 27e 500m 43e 1000m |                   |
| 2012 |                          |                        |                   | 16e 500m 36e 1000m |                   |
| 2013 | 14e · (6e, 14e, , 20e)   | 19e 500m               |                   | 8e 500m 41e 1000m  |                   |
| 2014 |                          |                        | 10e 500m          | 6e 500m 41e 1000m  |                   |
| 2015 | 19e (11e, 27e, 16e, 18e) | 8e 500m                |                   | 13e 500m           |                   |
| 2016 |                          | 19e 500m               |                   | 500m · 26e 1000m   |                   |
| 2017 |                          |                        |                   | 37e 500m           |                   |
| 2018 |                          |                        | 17e 500m          | 15e 500m           |                   |
| 2019 |                          | 17e 500m               |                   | 23e 500m           |                   |
| 2020 |                          | 11e 500m DQ teamsprint |                   | 11e 500m           |                   |
| 2021 |                          | 13e 500m               |                   | 13e 500m           |                   |
| 2022 |                          |                        | 21e 500m          | 16e 500m           |                   |

NF# = niet gefinisht op # afstand